# Deutsche Turnmeisterschaften 2019

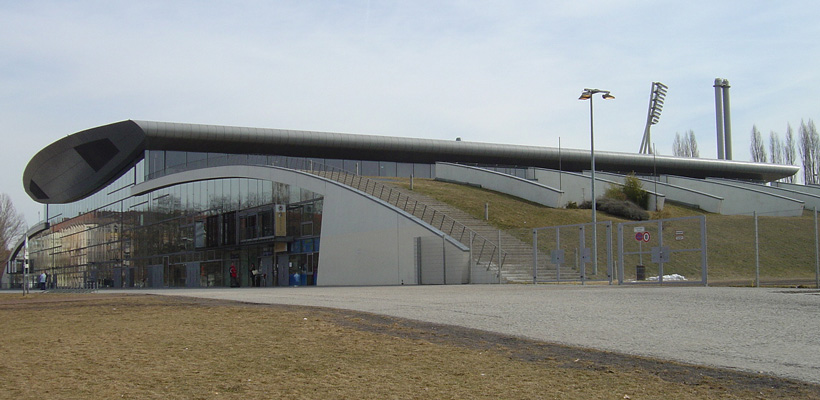
Der Veranstaltungsort im Prenzlauer Berg, Berlin.

Die Deutschen Turnmeisterschaften 2019 fanden am 3. und 4. August 2019 in der Berliner Max-Schmeling-Halle erstmals im Rahmen der Finals statt.
Deutscher Mehrkampfmeister der 86. Deutschen Meisterschaften wurde Andreas Toba, bei den 79. Deutschen Meisterschaften der Damen gewann Sarah Voss.

## Wettbewerbe der Herren

### Mehrkampf
| Platz | Name                  | Verein                 | LTV | Boden (SG)   | Pauschenpferd (SG) | Ringe (SG)   | Sprung (SG)  | Barren (SG)  | Reck (SG)    | Punkte |
| ----- | --------------------- | ---------------------- | --- | ------------ | ------------------ | ------------ | ------------ | ------------ | ------------ | ------ |
| 1     | Andreas Toba          | Turn-Klubb zu Hannover | NI  | 13,400 (5,2) | 13,250 (5,7)       | 14,400 (5,7) | 14,000 (4,8) | 13,850 (5,3) | 14,100 (5,8) | 83,100 |
| 2     | Marcel Nguyen         | TSV Unterhaching       | BY  | 13,800 (5,9) | 12,100 (5,0)       | 14,350 (5,7) | 14,000 (4,8) | 14,700 (6,1) | 13,400 (5,7) | 82,350 |
| 3     | Karim Rida            | Sportclub Berlin       | BE  | 14,100 (5,7) | 13,300 (5,6)       | 13,500 (4,7) | 13,700 (4,8) | 13,650 (4,9) | 13,350 (4,8) | 81,600 |
| 4     | Philipp Herder        | Sportclub Berlin       | BE  | 13,600 (5,7) | 12,700 (4,9)       | 12,500 (4,0) | 14,450 (5,2) | 14,550 (5,8) | 13,500 (5,3) | 81,300 |
| 5     | Carlo Hörr            | TSV Schmiden           | SW  | 13,400 (5,6) | 13,050 (5,1)       | 13,250 (5,0) | 13,700 (4,8) | 13,450 (5,0) | 13,850 (5,2) | 80,700 |
| 6     | Felix Remuta          | TSV Unterhaching       | BY  | 13,900 (5,8) | 10,650 (4,5)       | 13,300 (5,2) | 13,900 (5,2) | 13,800 (5,4) | 13,350 (5,2) | 78,900 |
| 7     | Leonard Prügel        | SC Cottbus Turnen      | BB  | 13,500 (5,6) | 12,200 (4,3)       | 12,650 (4,4) | 14,400 (5,2) | 13,150 (4,4) | 12,700 (4,8) | 78,600 |
| 8     | Nick Klessing         | SV Halle               | SA  | 14,050 (5,7) | 12,050 (4,5)       | 14,600 (6,0) | 14,800 (5,6) | 13,300 (5,3) | 9,650 (3,6)  | 78,450 |
| 9     | Christopher Jursch    | SC Cottbus Turnen      | BB  | 11,950 (5,0) | 12,850 (4,9)       | 12,300 (3,8) | 13,450 (4,4) | 13,900 (5,2) | 13,450 (5,5) | 77,900 |
| 10    | Waldemar Eichorn      | TV Bous                | SL  | 12,750 (5,4) | 13,650 (5,6)       | 12,350 (4,1) | 12,950 (4,0) | 13,550 (4,8) | 12,600 (5,1) | 77,850 |
| 11    | Alexander Maier       | MTV Stuttgart          | SW  | 13,000 (5,3) | 12,700 (4,8)       | 13,500 (5,7) | 13,550 (4,8) | 12,350 (4,9) | 12,550 (4,5) | 77,650 |
| 12    | Mika Säfken           | TUS Vinnhorst          | NI  | 12,850 (5,0) | 12,650 (4,7)       | 12,950 (4,5) | 13,100 (4,8) | 13,550 (4,6) | 12,500 (4,5) | 77,600 |
| 13    | Nils Dunkel           | MTV Erfurt             | TH  | 13,400 (5,6) | 13,650 (6,0)       | 13,800 (5,4) | 13,000 (4,8) | 11,550 (5,6) | 12,100 (5,0) | 77,500 |
| 14    | Fabian Lotz           | TSG Niedergirmes       | HE  | 12,150 (4,6) | 12,650 (5,4)       | 11,650 (4,2) | 12,600 (4,0) | 13,850 (5,0) | 13,600 (5,3) | 76,500 |
| 15    | Dario Sissakis        | Sportclub Berlin       | BE  | 13,600 (5,3) | 12,150 (4,3)       | 12,200 (4,7) | 12,700 (5,2) | 13,250 (4,7) | 12,150 (4,5) | 76,050 |
| 16    | Viet Thao Hoang       | Sportclub Berlin       | BE  | 12,700 (5,4) | 11,650 (4,7)       | 13,200 (5,2) | 13,200 (4,8) | 13,050 (4,7) | 12,050 (3,6) | 75,850 |
| 17    | Sebastian Bock        | Siegerländer KTV       | WE  | 11,750 (4,4) | 12,200 (4,2)       | 12,250 (4,7) | 12,900 (4,0) | 12,650 (4,2) | 13,000 (4,8) | 74,750 |
| 18    | Daniel Uhlig          | TG Friesen Klafeld     | WE  | 13,150 (4,9) | 11,150 (4,0)       | 12,000 (4,1) | 12,850 (4,0) | 12,750 (4,3) | 12,700 (4,3) | 74,600 |
| 19    | Andreas Bretschneider | KTV Chemnitz           | SC  | 11,350 (4,7) | 12,700 (5,0)       | 11,000 (5,0) | 13,550 (5,2) | 13,900 (5,4) | 12,000 (5,5) | 74,500 |
| 20    | Tobias Radoi          | KTV Chemnitz           | SC  | 12,000 (5,3) | 11,550 (4,2)       | 11,500 (3,7) | 13,150 (4,0) | 13,050 (5,0) | 12,050 (4,8) | 73,300 |
| 21    | Leven Guddat          | Sportclub Berlin       | BE  | 12,800 (5,1) | 11,200 (4,1)       | 11,800 (3,9) | 12,800 (4,0) | 12,950 (4,4) | 11,700 (4,7) | 73,250 |
| 22    | Lewis Trebing         | TUS Vinnhorst          | NI  | 12,250 (5,0) | 11,900 (5,3)       | 11,900 (4,2) | 12,700 (4,0) | 11,800 (4,7) | 12,300 (4,4) | 72,850 |
| 23    | Lucas Herrmann        | Sportclub Berlin       | BE  | 12,650 (5,0) | 9,700 (3,9)        | 12,550 (4,2) | 13,600 (4,8) | 11,300 (4,9) | 12,850 (5,0) | 72,650 |
| 24    | Nico Emmert           | TV Freudenberg         | WE  | 13,100 (4,8) | 11,850 (4,4)       | 10,550 (3,1) | 12,450 (5,2) | 12,900 (4,5) | 11,450 (3,8) | 72,300 |
| 25    | Julian Weller         | MTV Stuttgart          | SW  | 13,000 (5,2) | 10,850 (4,2)       | 10,700 (4,2) | 13,100 (5,2) | 12,700 (4,3) | 11,350 (4,5) | 71,700 |
| 26    | Devin Woitalla        | SC Cottbus Turnen      | BB  | 11,800 (4,4) | 12,550 (4,9)       | 10,150 (4,0) | 13,300 (4,0) | 11,050 (5,1) | 10,600 (2,0) | 69,450 |
| 27    | Julian Hausch         | VfL Kirchheim/Teck     | SW  | 10,550 (3,4) | 11,050 (3,3)       | 12,200 (4,4) | 11,050 (2,4) | 12,550 (4,1) | 11,850 (3,8) | 69,250 |
| 28    | Linus Mikschl         | TSV Pfuhl              | BY  | 10,150 (4,0) | 11,450 (4,4)       | 12,050 (3,8) | 11,300 (4,0) | 12,150 (3,1) | 11,850 (4,6) | 68,950 |
| 29    | Yumito Nishiura       | TSV Russee             | SH  | 11,900 (3,8) | 10,100 (4,7)       | 11,250 (3,6) | 11,000 (4,0) | 12,250 (3,2) | 12,350 (4,1) | 68,850 |
| 30    | David Jäger           | TV Bad Bergzabern      | PF  | 9,550 (3,3)  | 11,800 (3,3)       | 10,550 (3,1) | 11,150 (4,0) | 12,150 (3,7) | 11,350 (3,8) | 66,550 |
| 31    | Marcus Bay            | VfL Kirchheim/Teck     | SW  | 10,350 (3,7) | 11,100 (3,8)       | 10,450 (4,2) | 11,950 (4,8) | 11,500 (3,9) | 11,150 (3,3) | 66,500 |
| 32    | Justus Fröhlich       | TSG Grünstadt          | PF  | 11,100 (4,3) | 8,200 (3,0)        | 10,150 (3,5) | 12,600 (4,0) | 11,450 (3,7) | 10,900 (3,0) | 64,400 |
| 33    | Lasse Gauch           | TSV Kronshagen         | SH  | 1,550 (0,9)  | 11,900 (4,3)       | 10,850 (3,6) | 13,200 (4,0) | 12,150 (3,7) | 11,350 (4,0) | 61,000 |
| 34    | Andreas Jurzo         | TG Friesen Klafeld     | WE  | 11,350 (4,9) | 11,200 (4,1)       | 11,900 (3,8) | 0,000 (0,0)  | 11,100 (3,2) | 11,950 (3,9) | 57,500 |
| 35    | Glenn Trebing         | Turn-Klubb zu Hannover | NI  | 0,000 (0,0)  | 12,850 (5,4)       | 0,000 (0,0)  | 0,000 (0,0)  | 13,400 (4,7) | 0,000 (0,0)  | 26,250 |

### Boden
| Platz | Name           | Verein           | LTV | Wertung (SG) | Punktkorrektur | Punkte |
| ----- | -------------- | ---------------- | --- | ------------ | -------------- | ------ |
| 1     | Marcel Nguyen  | TSV Unterhaching | BY  | 8,433 (5,9)  | 0,0            | 14,333 |
| 2     | Nick Klessing  | SV Halle         | SA  | 8,400 (5,7)  | 0,0            | 14,100 |
| 3     | Dario Sissakis | Sportclub Berlin | BE  | 8,466 (5,6)  | 0,0            | 14,066 |
| 4     | Felix Remuta   | TSV Unterhaching | BY  | 8,066 (5,8)  | 0,0            | 13,866 |
| 5     | Philipp Herder | Sportclub Berlin | BE  | 7,766 (5,7)  | −0,1           | 13,366 |
| 6     | Karim Rida     | Sportclub Berlin | BE  | 7,233 (5,6)  | 0,0            | 12,833 |

### Pauschenpferd
| Platz | Name               | Verein                 | LTV | Wertung (SG) | Punktkorrektur | Punkte |
| ----- | ------------------ | ---------------------- | --- | ------------ | -------------- | ------ |
| 1     | Nils Dunkel        | MTV Erfurt             | TH  | 7,466 (5,9)  | 0,0            | 13,366 |
| 2     | Waldemar Eichorn   | TV 1883 Bous           | SL  | 7,300 (5,7)  | 0,0            | 13,000 |
| 3     | Christopher Jursch | SC Cottbus Turnen      | BB  | 7,333 (5,4)  | 0,0            | 12,733 |
| 4     | Carlo Hörr         | SC Cottbus Turnen      | BB  | 7,800 (4,9)  | 0,0            | 12,700 |
| 5     | Andreas Toba       | Turn-Klubb zu Hannover | NI  | 7,166 (5,4)  | 0,0            | 12,566 |
| 6     | Karim Rida         | Sportclub Berlin       | BE  | 6,700 (5,4)  | 0,0            | 12,100 |

### Ringe
| Platz | Name            | Verein                 | LTV | Wertung (SG) | Punktkorrektur | Punkte |
| ----- | --------------- | ---------------------- | --- | ------------ | -------------- | ------ |
| 1     | Nick Klessing   | SV Halle               | SA  | 8,500 (6,0)  | 0,0            | 14,500 |
| 2     | Andreas Toba    | Turn-Klubb zu Hannover | NI  | 8,433 (5,8)  | 0,0            | 14,233 |
| 3     | Marcel Nguyen   | TSV Unterhaching       | BY  | 8,466 (5,7)  | 0,0            | 14,166 |
| 4     | Nils Dunkel     | MTV Erfurt             | TH  | 8,233 (5,4)  | 0,0            | 13,633 |
| 5     | Alexander Maier | MTV Stuttgart          | SW  | 7,866 (5,7)  | 0,0            | 13,566 |
| 6     | Karim Rida      | Sportclub Berlin       | BE  | 8,500 (4,7)  | 0,0            | 13,200 |

### Sprung
| Platz | Name           | Verein            | LTV | 1. Sprung (SG) | 2. Sprung (SG) | Wertung | Punktkorrektur | Punkte |
| ----- | -------------- | ----------------- | --- | -------------- | -------------- | ------- | -------------- | ------ |
| 1     | Felix Remuta   | TSV Unterhaching  | BY  | 9,133 (5,2)    |                | 14,333  | 0,0            | 14,033 |
| 1     | Felix Remuta   | TSV Unterhaching  | BY  |                | 8,533 (5,2)    | 13,733  | 0,0            | 14,033 |
| 2     | Julian Weller  | MTV Stuttgart     | SW  | 8,800 (5,2)    |                | 13,900  | −0,1           | 13,750 |
| 2     | Julian Weller  | MTV Stuttgart     | SW  |                | 8,800 (4,8)    | 13,600  | 0,0            | 13,750 |
| 3     | Nick Klessing  | SV Halle          | SA  | 7,866 (5,6)    |                | 13,366  | −0,1           | 13,583 |
| 3     | Nick Klessing  | SV Halle          | SA  |                | 9,000 (4,8)    | 13,800  | 0,0            | 13,583 |
| 4     | Leonard Prügel | SC Cottbus Turnen | BB  | 7,633 (5,2)    |                | 12,833  | 0,0            | 13,266 |
| 4     | Leonard Prügel | SC Cottbus Turnen | BB  |                | 8,900 (4,8)    | 13,700  | 0,0            | 13,266 |
| 5     | Devin Woitalla | SC Cottbus Turnen | BB  | 9,233 (4,0)    |                | 13,233  | 0,0            | 12,283 |
| 5     | Devin Woitalla | SC Cottbus Turnen | BB  |                | 8,633 (2,8)    | 11,333  | −0,1           | 12,283 |
| 6     | Nico Ermert    | TV Freudenberg    | WE  | 7,300 (5,2)    |                | 12,500  | 0,0            | 11,716 |
| 6     | Nico Ermert    | TV Freudenberg    | WE  |                | 7,233 (4,0)    | 10,933  | −0,3           | 11,716 |

### Barren
| Platz | Name               | Verein                | LTV | Wertung (SG) | Punktkorrektur | Punkte |
| ----- | ------------------ | --------------------- | --- | ------------ | -------------- | ------ |
| 1     | Marcel Nguyen      | TSV Unterhaching 1910 | BY  | 8,600 (6,1)  | 0,0            | 14,700 |
| 2     | Philipp Herder     | Sportclub Berlin      | BE  | 8,800 (5,8)  | 0,0            | 14,600 |
| 3     | Andreas Toba       | Turnklubb zu Hannover | NI  | 8,566 (5,3)  | 0,0            | 13,866 |
| 4     | Felix Remuta       | TSV Unterhaching      | BY  | 8,233 (5,6)  | 0,0            | 13,833 |
| 5     | Fabian Lotz        | TSG Niedergirmes      | HE  | 7,633 (4,9)  | 0,0            | 12,533 |
| 6     | Christopher Jursch | SC Cottbus Turnen     | BB  | 7,266 (5,2)  | 0,0            | 12,466 |

### Reck
| Platz | Name                | Verein                    | LTV | Wertung (SG) | Punktkorrektur | Punkte |
| ----- | ------------------- | ------------------------- | --- | ------------ | -------------- | ------ |
| 1     | Andreas Toba        | Turn-Klubb zu Hannover    | NI  | 8,200 (5,8)  | 0,0            | 14,000 |
| 2     | Christopher Jursch  | SC Cottbus Turnen         | BB  | 8,166 (5,5)  | 0,0            | 13,666 |
| 3     | Marcel Nguyen       | TSV Unterhaching          | BY  | 7,933 (5,7)  | 0,0            | 13,633 |
| 4     | Eric Lloyd Hinrichs | Turnzentrum Bochum-Witten | WE  | 8,275 (4,6)  | 0,0            | 12,875 |
| 5     | Carlo Hörr          | TSV Schmiden 1902         | SW  | 8,200 (5,2)  | 0,0            | 13,400 |
| 6     | Philipp Herder      | Sportclub Berlin          | BE  | 6,833 (5,3)  | 0,0            | 12,133 |

## Wettbewerbe der Damen

### Mehrkampf
| Platz | Name              | Verein                 | LTV | Sprung (SG)  | Stufenbarren (SG) | Schwebebalken (SG) | Boden (SG)   | Punkte |
| ----- | ----------------- | ---------------------- | --- | ------------ | ----------------- | ------------------ | ------------ | ------ |
| 1     | Sarah Voss        | TZ DSHS Köln           | RL  | 14,450 (5,4) | 13,050 (5,2)      | 13,500 (5,3)       | 13,250 (5,0) | 54,250 |
| 2     | Kim Bui           | MTV Stuttgart          | SW  | 13,500 (4,6) | 13,950 (5,9)      | 11,550 (4,8)       | 13,550 (5,1) | 52,550 |
| 3     | Sophie Scheder    | TUS Chemnitz-Altendorf | SC  | 13,650 (4,6) | 13,850 (5,8)      | 11,950 (4,6)       | 13,050 (4,7) | 52,500 |
| 4     | Emelie Petz       | TSG Backnang           | SW  | 13,250 (4,6) | 13,100 (5,9)      | 12,500 (5,3)       | 13,250 (4,9) | 52,100 |
| 5     | Elisabeth Seitz   | MTV Stuttgart          | SW  | 13,750 (4,6) | 14,650 (6,4)      | 9,950 (4,7)        | 13,250 (4,9) | 51,600 |
| 6     | Pauline Schäfer   | KTV Chemnitz           | SC  | 14,050 (5,0) | 12,850 (4,9)      | 11,600 (5,5)       | 13,000 (4,6) | 51,500 |
| 7     | Leah Grießer      | TG Neureut             | BA  | 13,400 (4,2) | 12,050 (5,1)      | 12,550 (4,9)       | 12,850 (4,6) | 50,850 |
| 8     | Isabelle Stingl   | TSV Rintheim           | BA  | 13,700 (5,0) | 11,400 (4,2)      | 12,300 (4,7)       | 12,550 (4,8) | 49,950 |
| 9     | Lisa Schöniger    | TUS Chemnitz-Altendorf | SC  | 13,000 (4,6) | 13,050 (5,2)      | 12,450 (5,0)       | 11,350 (4,7) | 49,850 |
| 10    | Helene Schäfer    | TV Pflugscheid-Hixberg | SL  | 12,850 (4,6) | 13,100 (4,9)      | 11,200 (5,2)       | 12,300 (4,0) | 49,450 |
| 11    | Lisa Zimmermann   | TUS Chemnitz-Altendorf | SC  | 14,300 (5,4) | 12,300 (5,1)      | 11,600 (5,2)       | 11,050 (4,6) | 49,250 |
| 12    | Carina Kröll      | TSV Berkheim           | SW  | 13,000 (4,4) | 11,600 (4,7)      | 11,300 (4,7)       | 12,750 (4,6) | 48,650 |
| 13    | Kim Ruoff         | Turnschule NeckarGym   | SW  | 13,400 (4,6) | 12,600 (4,6)      | 9,300 (4,8)        | 12,300 (4,9) | 47,600 |
| 14    | Julia Vietor      | Dresdner SC            | SC  | 12,800 (4,2) | 12,000 (4,0)      | 11,050 (4,1)       | 11,600 (4,2) | 47,450 |
| 15    | Laeticia Gloger   | Eintracht Frankfurt    | HE  | 12,850 (4,0) | 11,950 (4,3)      | 10,450 (3,9)       | 11,400 (4,3) | 46,650 |
| 16    | Alina Heinemann   | MTV Jahn Schlade       | NI  | 12,300 (3,7) | 11,600 (4,0)      | 11,250 (4,6)       | 11,450 (4,1) | 46,600 |
| 17    | Franziska Roeder  | VfL Eintracht Hannover | NI  | 11,950 (3,7) | 12,000 (4,3)      | 11,000 (4,1)       | 11,500 (4,2) | 46,450 |
| 18    | Elisabeth Wagner  | TZ DSHS Köln           | RL  | 12,200 (3,7) | 11,900 (3,8)      | 10,250 (3,8)       | 11,450 (4,4) | 45,800 |
| 19    | Lucienne Fragel   | Dresdner SC            | SC  | 13,500 (4,8) | 11,350 (3,2)      | 8,200 (4,1)        | 11,850 (4,5) | 44,900 |
| 20    | Julia Recktenwald | TV Pflugscheid-Hixberg | SL  | 12,750 (4,0) | 10,350 (1,9)      | 8,900 (4,1)        | 11,800 (4,3) | 43,800 |
| 21    | Natalie Wolfgang  | SSV Ulm                | SW  | 12,100 (3,7) | 9,500 (3,7)       | 9,750 (4,3)        | 11,150 (4,1) | 42,500 |
| 22    | Leonie Papke      | TSV Jeltzendorf        | BY  | 12,150 (3,5) | 6,150 (2,3)       | 9,400 (4,4)        | 12,100 (4,6) | 39,800 |
| 23    | Lisa Dauth        | TSV Unterhaching       | BY  | 12,700 (4,0) | 6,350 (2,5)       | 8,500 (3,5)        | 9,700 (3,9)  | 37,250 |
| 24    | Janine Berger     | SSV Ulm                | SW  | 12,900 (4,6) | 13,650 (5,6)      | 0,00 (0,0)         | 0,00 (0,0)   | 26,550 |

### Sprung
| Platz | Name            | Verein                 | LTV | 1. Sprung (SG) | 2. Sprung (SG) | Wertung | Punktkorrektur | Punkte |
| ----- | --------------- | ---------------------- | --- | -------------- | -------------- | ------- | -------------- | ------ |
| 1     | Sarah Voss      | TZ DSHS Köln           | RL  | 9,333 (5,4)    |                | 14,733  | 0,0            | 14,249 |
| 1     | Sarah Voss      | TZ DSHS Köln           | RL  |                | 9,166 (4,6)    | 13,766  | 0,0            | 14,249 |
| 2     | Emelie Petz     | TSG Backnang           | SW  | 9,333 (4,6)    |                | 14,033  | +0,1           | 14,116 |
| 2     | Emelie Petz     | TSG Backnang           | SW  |                | 9,200 (5,0)    | 14,200  | 0,0            | 14,116 |
| 3     | Lisa Zimmermann | TUS Chemnitz-Altendorf | SC  | 8,766 (5,4)    |                | 14,066  | −0,1           | 13,833 |
| 3     | Lisa Zimmermann | TUS Chemnitz-Altendorf | SC  |                | 8,900 (4,8)    | 13,600  | −0,1           | 13,833 |
| 4     | Janine Berger   | SSV Ulm                | SW  | 8,833 (5,0)    |                | 13,833  | 0,0            | 13,816 |
| 4     | Janine Berger   | SSV Ulm                | SW  |                | 9,000 (4,0)    | 13,800  | 0,0            | 13,816 |
| 5     | Isabelle Stingl | TSV Rintheim           | BA  | 7,500 (5,0)    |                | 12,500  | 0,0            | 12,700 |
| 5     | Isabelle Stingl | TSV Rintheim           | BA  |                | 8,900 (4,0)    | 12,900  | 0,0            | 12,700 |
| 6     | Lucienne Fragel | Dresdner SC            | SC  | 8,000 (2,0)    |                | 10,000  | 0,0            | 11,733 |
| 6     | Lucienne Fragel | Dresdner SC            | SC  |                | 8,866 (4,6)    | 13,466  | 0,0            | 11,733 |

### Stufenbarren
| Platz | Name            | Verein                 | LTV | Wertung (SG) | Punktkorrektur | Punkte |
| ----- | --------------- | ---------------------- | --- | ------------ | -------------- | ------ |
| 1     | Elisabeth Seitz | MTV Stuttgart          | SW  | 8,500 (6,4)  | 0,0            | 14,900 |
| 2     | Sophie Scheder  | TUS Chemnitz-Altendorf | SC  | 8,100 (6,0)  | +0,1           | 14,200 |
| 3     | Emelie Petz     | TSG Backnang           | SW  | 7,966 (5,9)  | +0,1           | 13,966 |
| 4     | Janine Berger   | SSV Ulm                | SW  | 7,933 (5,6)  | 0,0            | 13,533 |
| 5     | Helene Schäfer  | TV Pflugscheid-Hixberg | SL  | 8,200 (4,9)  | 0,0            | 13,100 |
| 6     | Kim Bui         | MTV Stuttgart          | SW  | 7,333 (5,7)  | 0,0            | 13,033 |

### Schwebebalken
| Platz | Name            | Verein                 | LTV | Wertung (SG) | Punktkorrektur | Punkte |
| ----- | --------------- | ---------------------- | --- | ------------ | -------------- | ------ |
| 1     | Sarah Voss      | TZ DSHS Köln           | RL  | 8,300 (5,5)  | 0,0            | 13,800 |
| 2     | Emelie Petz     | TSG Backnang           | SW  | 7,833 (5,2)  | 0,0            | 13,033 |
| 3     | Lisa Schöniger  | TUS Chemnitz-Altendorf | SC  | 7,700 (5,1)  | 0,0            | 12,800 |
| 4     | Sophie Scheder  | TUS Chemnitz-Altendorf | SC  | 7,200 (5,3)  | 0,0            | 12,500 |
| 5     | Isabelle Stingl | TSV Rintheim           | BA  | 7,566 (4,7)  | 0,0            | 12,266 |
| 6     | Leah Grießer    | TG Neureut             | BA  | 7,100 (4,9)  | 0,0            | 12,000 |

### Boden
| Platz | Name            | Verein        | LTV | Wertung (SG) | Punktkorrektur | Punkte |
| ----- | --------------- | ------------- | --- | ------------ | -------------- | ------ |
| 1     | Kim Bui         | MTV Stuttgart | SW  | 8,366 (5,2)  | +0,1           | 13,666 |
| 2     | Elisabeth Seitz | MTV Stuttgart | SW  | 8,433 (4,9)  | −0,1           | 13,233 |
| 3     | Leah Grießer    | TG Neureut    | BA  | 8,066 (4,6)  | 0,0            | 12,666 |
| 4     | Emelie Petz     | TSG Backnang  | SW  | 7,566 (4,7)  | +0,1           | 12,366 |
| 5     | Sarah Voss      | TZ DSHS Köln  | RL  | 7,933 (4,6)  | −0,3           | 12,233 |
| 6     | Pauline Schäfer | KTV Chemnitz  | SC  | 7,100 (4,6)  | −0,3           | 11,400 |